# Medwayella arcuata
Medwayella arcuata är en loppart som beskrevs av Hamilton Paul Traub 1972. Medwayella arcuata ingår i släktet Medwayella och familjen Stivaliidae. Inga underarter finns listade i Catalogue of Life.